# Grande Prêmio da Bélgica de 1979
Resultados do Grande Prêmio da Bélgica de Fórmula 1 realizado em Zolder em 13 de maio de 1979. Sexta etapa da temporada, teve como vencedor o sul-africano Jody Scheckter, da Ferrari.

## Resumo
Por escolher mal o tipo de pneus que usaria na corrida, o francês Jacques Laffite não pode evitar o bote de Patrick Depailler, seu conterrâneo e colega de equipe na Ligier, permitindo-o liderar a corrida por dezoito voltas. Quase no mesmo instante, o sul-africano Jody Scheckter colidiu sua Ferrari com a Williams de Clay Regazzoni logo na segunda volta e este, ao reduzir a velocidade por quebra de suspensão, foi abalroado por Gilles Villeneuve. Jacques Laffite recuperaria a ponta durante quatro voltas, contudo a má escolha do tipo de pneus permitiu o avanço de Alan Jones e manteve sua Williams na liderança por dezesseis voltas antes que Laffite e Depailler o deixassem para trás.
Obrigado a trocar o aerofólio dianteiro, Gilles Villeneuve não teve como lutar pela vitória, mas graças ao seu estilo agressivo chegou a posicionar-se em terceiro, contudo a falta de gasolina o atingiu deixando-o fora da zona de pontuação. Outro azarado foi Patrick Depailler cujo carro saiu inexplicavelmente da pista e bateu no final da reta dos boxes quando Jacques Laffite assumiu o primeiro lugar, mas o bom rendimento dos pneus Michelin e as características do modelo 312-T4 permitiram ao sul-africano Jody Scheckter tomar a dianteira na quinquagésima quarta volta e vencesse sua primeira corrida pela Ferrari algum tempo depois e subisse ao pódio ao lado de Jacques Laffite, da Ligier, e Didier Pironi, da Tyrrell.
Ao fim da prova belga Jacques Laffite e Jody Scheckter dividiam a liderança do campeonato com 24 pontos enquanto Gilles Villeneuve e Patrick Depailler empatavam em terceiro lugar com 20 e Carlos Reutemann caiu para quinto com 19 pontos.
Dirigindo um modelo 177, o italiano Bruno Giacomelli foi responsável pela reestreia da Alfa Romeo como equipe de Fórmula 1 desde o Grande Prêmio da Espanha de 1951, contudo uma barbeiragem cometida por Elio de Angelis ao forçar uma ultrapassagem com a Shadow tirou ambos da prova depois de vinte e uma voltas.

## Classificação da prova
| Pos. | Nº | Piloto                 | Construtor         | Voltas | Tempo/Diferença | Grid | Pontos |
| ---- | -- | ---------------------- | ------------------ | ------ | --------------- | ---- | ------ |
| 1    | 11 | Jody Scheckter         | Ferrari            | 70     | 1:39:59.53      | 7    | 9      |
| 2    | 26 | Jacques Laffite        | Ligier-Ford        | 70     | + 15.36         | 1    | 6      |
| 3    | 3  | Didier Pironi          | Tyrrell-Ford       | 70     | + 35.17         | 12   | 4      |
| 4    | 2  | Carlos Reutemann       | Lotus-Ford         | 70     | + 46.49         | 10   | 3      |
| 5    | 29 | Riccardo Patrese       | Arrows-Ford        | 70     | + 1:04.31       | 16   | 2      |
| 6    | 7  | John Watson            | McLaren-Ford       | 70     | + 1:05.85       | 19   | 1      |
| 7    | 12 | Gilles Villeneuve      | Ferrari            | 69     | + 1 volta       | 6    |        |
| 8    | 9  | Hans-Joachim Stuck     | ATS-Ford           | 69     | + 1 volta       | 20   |        |
| 9    | 14 | Emerson Fittipaldi     | Fittipaldi-Ford    | 68     | + 2 voltas      | 23   |        |
| 10   | 17 | Jan Lammers            | Shadow-Ford        | 68     | + 2 voltas      | 21   |        |
| 11   | 4  | Jean-Pierre Jarier     | Tyrrell-Ford       | 67     | + 3 voltas      | 11   |        |
| Ret  | 25 | Patrick Depailler      | Ligier-Ford        | 46     | Acidente        | 2    |        |
| Ret  | 20 | James Hunt             | Wolf-Ford          | 40     | Acidente        | 9    |        |
| Ret  | 27 | Alan Jones             | Williams-Ford      | 39     | Pane elétrica   | 4    |        |
| Ret  | 1  | Mario Andretti         | Lotus-Ford         | 27     | Freios          | 5    |        |
| Ret  | 6  | Nelson Piquet          | Brabham-Alfa Romeo | 23     | Motor           | 3    |        |
| Ret  | 5  | Niki Lauda             | Brabham-Alfa Romeo | 23     | Motor           | 13   |        |
| Ret  | 16 | René Arnoux            | Renault            | 22     | Turbo           | 18   |        |
| Ret  | 35 | Bruno Giacomelli       | Alfa Romeo         | 21     | Acidente        | 14   |        |
| Ret  | 18 | Elio de Angelis        | Shadow-Ford        | 21     | Acidente        | 24   |        |
| Ret  | 30 | Jochen Mass            | Arrows-Ford        | 17     | Rodou           | 22   |        |
| Ret  | 31 | Hector Rebaque         | Lotus-Ford         | 13     | Transmissão     | 15   |        |
| Ret  | 15 | Jean-Pierre Jabouille  | Renault            | 13     | Turbo           | 17   |        |
| Ret  | 28 | Clay Regazzoni         | Williams-Ford      | 1      | Acidente        | 8    |        |
| DNQ  | 8  | Patrick Tambay         | McLaren-Ford       |        |                 |      |        |
| DNQ  | 24 | Arturo Merzario        | Merzario-Ford      |        |                 |      |        |
| DNQ  | 22 | Derek Daly             | Ensign-Ford        |        |                 |      |        |
| DNQ  | 36 | Gianfranco Brancatelli | Kauhsen-Ford       |        |                 |      |        |

## Tabela do campeonato após a corrida
| Pos. | Piloto            | Pontos |
| ---- | ----------------- | ------ |
| 1    | Jacques Laffite   | 24     |
| 2    | Jody Scheckter    | 24     |
| 3    | Gilles Villeneuve | 20     |
| 4    | Patrick Depailler | 20     |
| 5    | Carlos Reutemann  | 19     |

| Pos. | Construtor   | Pontos |
| ---- | ------------ | ------ |
| 1    | Ferrari      | 45     |
| 2    | Ligier-Ford  | 44     |
| 3    | Lotus-Ford   | 33     |
| 4    | Tyrrell-Ford | 15     |
| 5    | McLaren-Ford | 5      |

- Nota: Somente as primeiras cinco posições estão listadas. As quinze etapas de 1979 foram divididas em um bloco de sete e outro de oito corridas onde cada piloto podia computar quatro resultados válidos em cada, não havendo descartes no mundial de construtores.